# Реймонд Фелтон
Реймонд Бернард Фелтон (молодший) (англ. Raymond Bernard Felton, Jr., нар. 26 червня 1984, Меріон, Південна Кароліна, США) — американський професіональний баскетболіст, атакувальний захисник і розігруючий захисник.

## Ігрова кар'єра
Починав грати в баскетбол у команді Летівської старшої школи (Летта, [Південна Кароліна]]). Двічі приводив команду до чемпіонства штату. По закінченні школи вважався п'ятизірковим рекрутом. На університетському рівні грав за команду Північна Кароліна (2002–2005). 2005 року разом з Марвіном Вільямсом привів заклад до чемпіонства в NCAA.
2005 року був обраний у першому раунді драфту НБА під загальним 5-м номером командою «Шарлотт Бобкетс».
Професійну кар'єру розпочав 2005 року виступами за тих же «Шарлотт Бобкетс», захищав кольори команди із Шарлотта протягом наступних 5 сезонів. У першому сезоні набирав 11,9 очка та 5,6 асиста за гру. Був включений до другої збірної новачків. Починаючи зі свого другого сезону, був стартовим розігруючим команди. 2010 року вперше пробився до плей-оф, проте, команда одразу вилетіла.
З 2010 по 2011 рік грав у складі «Нью-Йорк Нікс». Разом з Амара Стадемаєром був вибраний капітаном команди. 
22 лютого 2011 року перейшов до складу «Денвер Наггетс».
Наступною командою в кар'єрі гравця була «Портленд Трейл-Блейзерс», куди був обміняний на Андре Міллера та Джордана Гамільтона.
З 2012 по 2014 рік грав у складі «Нью-Йорк Нікс».
25 червня 2014 року разом з Тайсоном Чендлером перейшов до «Даллас Маверікс» в обмін на Шейна Ларкіна, Вейна Еллінгтона, Хосе Кальдерона та Самуеля Далембера.
Наступною командою в кар'єрі гравця була «Лос-Анджелес Кліпперс», за яку він відіграв один сезон.
2017 року став гравцем «Оклахома-Сіті Тандер», команди, кольори якої захищає й досі.

## Статистика виступів в НБА

### Регулярний сезон
| Сезон             | Команда                   | GP  | GS  | MPG  | FG%  | 3P%  | FT%  | RPG | APG | SPG | BPG | PPG  |
| ----------------- | ------------------------- | --- | --- | ---- | ---- | ---- | ---- | --- | --- | --- | --- | ---- |
| 2005–06           | «Шарлотт Бобкетс»         | 80  | 54  | 30.1 | .391 | .358 | .725 | 3.3 | 5.6 | 1.3 | .1  | 11.9 |
| 2006–07           | «Шарлотт Бобкетс»         | 78  | 75  | 36.3 | .384 | .330 | .797 | 3.4 | 7.0 | 1.5 | .1  | 14.0 |
| 2007–08           | «Шарлотт Бобкетс»         | 79  | 79  | 37.6 | .413 | .280 | .800 | 3.0 | 7.4 | 1.2 | .2  | 14.4 |
| 2008–09           | «Шарлотт Бобкетс»         | 82  | 81  | 37.6 | .408 | .285 | .805 | 3.8 | 6.7 | 1.5 | .4  | 14.2 |
| 2009–10           | «Шарлотт Бобкетс»         | 80  | 80  | 33.0 | .459 | .385 | .763 | 3.6 | 5.6 | 1.5 | .3  | 12.1 |
| 2010–11           | «Нью-Йорк Нікс»           | 54  | 54  | 38.4 | .423 | .328 | .867 | 3.6 | 9.0 | 1.8 | .2  | 17.1 |
| 2010–11           | «Денвер Наггетс»          | 21  | 0   | 31.6 | .431 | .459 | .617 | 3.6 | 6.5 | 1.3 | .0  | 11.5 |
| 2011–12           | «Портленд Трейл-Блейзерс» | 60  | 56  | 31.8 | .407 | .305 | .806 | 2.5 | 6.5 | 1.3 | .2  | 11.4 |
| 2012–13           | «Нью-Йорк Нікс»           | 68  | 68  | 34.0 | .427 | .360 | .789 | 2.9 | 5.5 | 1.4 | .2  | 13.9 |
| 2013–14           | «Нью-Йорк Нікс»           | 65  | 65  | 31.0 | .395 | .318 | .721 | 3.0 | 5.6 | 1.2 | .4  | 9.7  |
| 2014–15           | «Даллас Маверікс»         | 29  | 3   | 9.7  | .406 | .294 | .800 | .9  | 1.4 | .4  | .1  | 3.7  |
| 2015–16           | «Даллас Маверікс»         | 80  | 31  | 27.4 | .406 | .282 | .847 | 3.2 | 3.6 | .9  | .2  | 9.5  |
| 2016–17           | «Лос-Анджелес Кліпперс»   | 80  | 11  | 21.2 | .430 | .319 | .781 | 2.7 | 2.4 | .8  | .3  | 6.7  |
| 2017–18           | «Оклахома-Сіті Тандер»    | 82  | 2   | 16.6 | .406 | .352 | .818 | 1.9 | 2.5 | .6  | .2  | 6.9  |
| 2018–19           | «Оклахома-Сіті Тандер»    | 33  | 0   | 11.5 | .407 | .328 | .923 | 1.0 | 1.6 | .3  | .2  | 4.3  |
| Усього за кар'єру | Усього за кар'єру         | 971 | 659 | 29.7 | .412 | .329 | .790 | 3.0 | 5.2 | 1.2 | .2  | 11.2 |

### Плей-оф
| Сезон             | Команда                 | GP | GS | MPG  | FG%  | 3P%  | FT%   | RPG | APG | SPG | BPG | PPG  |
| ----------------- | ----------------------- | -- | -- | ---- | ---- | ---- | ----- | --- | --- | --- | --- | ---- |
| 2010              | «Шарлотт Бобкетс»       | 4  | 4  | 32.5 | .405 | .308 | .750  | 2.5 | 5.0 | .5  | .0  | 11.8 |
| 2011              | «Денвер Наггетс»        | 5  | 0  | 30.4 | .360 | .250 | .750  | 1.8 | 4.2 | 1.2 | .0  | 11.6 |
| 2013              | «Нью-Йорк Нікс»         | 12 | 12 | 37.8 | .444 | .321 | .667  | 3.4 | 4.7 | 1.7 | .4  | 14.1 |
| 2015              | «Даллас Маверікс»       | 3  | 1  | 12.0 | .267 | .000 | 1.000 | 2.3 | 1.3 | .0  | .0  | 3.7  |
| 2016              | «Даллас Маверікс»       | 5  | 4  | 34.4 | .464 | .286 | .636  | 4.6 | 4.6 | 1.2 | .0  | 15.0 |
| 2017              | «Лос-Анджелес Кліпперс» | 7  | 0  | 18.1 | .469 | .444 | 1.000 | 1.4 | 1.4 | .9  | .0  | 5.6  |
| 2018              | «Оклахома-Сіті Тандер»  | 6  | 0  | 13.1 | .387 | .500 | .000  | 2.2 | 1.5 | .7  | .3  | 5.2  |
| 2018–19           | «Оклахома-Сіті Тандер»  | 5  | 0  | 11.4 | .308 | .250 | .500  | .6  | .6  | .8  | .2  | 2.2  |
| Усього за кар'єру | Усього за кар'єру       | 47 | 21 | 25.7 | .420 | .321 | .711  | 2.5 | 3.1 | 1.0 | .2  | 9.4  |